# 竹下恵
竹下 恵（たけした めぐみ）は日本のパケットキャプチャおたく。

## 来歴
鹿児島県出身。上智大学卒業。
ベイネットワーク、ノーテルネットワークでIS、SEを務めた後に独立し、いけりりネットワークサービスを設立 。防衛省、都道府県警察をはじめとした企業向け研修講師を務める。中央大学国際情報学部講師。
CACE Technologies社の代理店をしていたことよりGerald　Combs氏のEtherealプロジェクトとの関わりがあり、Wireshark2以降の日本語化を執り行っている。Wireshark開発者会議「SharkFest」では、初回より参加するとともに、カリフォルニア大学バークレー校での「SharkFest2012」からはパケットキャプチャやトラブルシューティングに関する講演を行っている。
また、パケットキャプチャ技術を中心に解析、サイバーセキュリティの調査、パケットキャプチャ製品の代理店業務を行っており、サイバーセキュリティのイベント「DEFCON25」のPacket Hacking Villageにて無線LAN解析ワークショップの講師を担当。

## 主な著書
- パケットキャプチャ無線LAN編（Wiresharkによる解析）（2016年、リックテレコム、ISBN 978-4865940299）
- パケットキャプチャ入門 第3版 （LANアナライザWireshark活用術） （2014年、リックテレコム、ISBN 978-4897979502）
- パケットキャプチャ実践技術―Wiresharkによるパケット解析 応用編 （2009年、リックテレコム、ISBN 978-4897977966）
- ネットワークスペシャリスト コンパクトブック（2009年、リックテレコム、ISBN 978-4897978314）
- 情報セキュリティスペシャリスト コンパクトブック―いつでもどこでも学習できる （2008年、リックテレコム、ISBN 978-4897978130）
- テクニカルエンジニア システム管理コンパクトブック〈'07‐'08年版〉 （2006年、リックテレコム、ISBN 978-4897976730）
- AN・PM・AEコンパクトブック （2006年、リックテレコム、ISBN 978-4897976648）